# Wilson City
Wilson City é uma vila localizada no estado americano de Missouri, no Condado de Mississippi.

## Demografia
Segundo o censo americano de 2000, a sua população era de 165 habitantes.
Em 2006, foi estimada uma população de 167, um aumento de 2 (1.2%).

## Geografia
De acordo com o United States Census Bureau tem uma área de
0,2 km², dos quais 0,2 km² cobertos por terra e 0,0 km² cobertos por água.

## Localidades na vizinhança
O diagrama seguinte representa as localidades num raio de 16 km ao redor de Wilson City.